# V. Igre malih europskih država – Malta 1993.
V. Igre malih europskih država održane su od 25. do 29. svibnja 1993. na Malti. Ove igre svečano je otvorio tadašnji malteški predsjednik Ċensu Tabone, a Igre su ostale zapamćene po rekordnom broju natjecanja - njih 87 u 9 športova. Najviše odličja na Igrama osvojio je Island.

## Tablica odličja
zemlja domaćin (Malta)